# Pierre Le Vieil
Pierre Le Vieil est un maître-verrier, historiographe français, né à Paris le 8 février 1708 et mort dans la même ville le 23 février 1772.

## Biographie
Son père était originaire de Normandie et parent du peintre Jouvenet. Il s'est rendu à Paris à 19 ans où son parent l'a présenté à Jules Hardouin-Mansart qui lui a demandé de peindre les frises des vitraux de la chapelle du château de Versailles et de l'église du Dôme des Invalides. Il s'est marié à Paris en 1707 Henriette-Anne Favier, fille d'un vitrier. Onze enfants sont nés de ce mariage, dont Pierre Le Vieil et Jean Le Vieil qui a été peintre sur verre du roi.
Pierre Le Vieil a été pensionnaire du collège de Sainte-Barbe puis du collège de la Marche. À 17 ans il est allé à l'abbaye de Saint-Wandrille pour prendre l'habit de moine mais son père étant tombé malade et ne pouvant plus tenir son atelier, il a choisi de reprendre l'atelier de son père pour assurer la subsistance de sa famille. Son père est mort en 1731 et sa mère en 1735. En 1734, il a rétabli les verrières du charnier de Saint-Étienne-du-Mont. En 1758, il a travaillé à la restauration des verrières de l'église Saint-Étienne-du-Mont en conservant en leur entier les vitres peintes.
En plus de sa boutique de peintre-verrier à Paris qui lui permet d'intervenir sur des monuments de la ville comme le chœur de la cathédrale et l'abbatiale saint Victor, il se constitue une bibliothèque qui lui permet d'écrire une somme qui a longtemps fait référence : "L'Art de la peinture sur verre et de la vitrerie" publiée en 1774 sous l’égide de l’Académie des Sciences. Cet ouvrage mêle gloires éphémères et imaginaires à des biographies qui font date. Il a publié "Essai sur la peinture en mosaïque" en 1768.

## Publications
- Essai sur la peinture en mosaïque, chez Vente, Paris, 1768 (lire en ligne) [PDF] Livre en PDF
- L'Art de la peinture sur verre et de la vitrerie, imprimerie de L.-F. Delatour, Paris, 1774 (lire en ligne)